# Floyd Simmons
Floyd Simmons (Estados Unidos, 10 de abril de 1923-1 de abril de 2008) fue un atleta estadounidense, especialista en la prueba de decatlón en la que llegó a ser medallista de bronce olímpico en 1952.

## Carrera deportiva
En los JJ. OO. de Helsinki 1952 ganó la medalla de bronce en la competición de decatlón, con una puntuación de 6788 puntos, quedando en el podio tras sus compatriotas Bob Mathias y Milt Campbell (plata).